# Argouges
Argouges ist eine Ortschaft und eine ehemalige französische Gemeinde mit 513 Einwohnern (Stand: 1. Januar 2022) im Département Manche in der Region Normandie. Sie gehörte zum Kanton Saint-Hilaire-du-Harcouët im Arrondissement Avranches.
Mit Wirkung vom 1. Januar 2017 wurden die bisherigen Gemeinden Saint-James, Argouges, Carnet, La Croix-Avranchin, Montanel, Vergoncey und Villiers-le-Pré zur namensgleichen Commune nouvelle Saint-James zusammengelegt. Die ehemaligen Gemeinden haben in der neuen Gemeinde den Status einer Commune déléguée. Der Verwaltungssitz befindet sich im Ort Saint-James.

## Lage
Der Ort liegt am Ufer des Flusses Guerge.
Nachbarorte von Argouges sind Vessey im Nordwesten, Villiers-le-Pré im Norden, die Commune déléguée Saint-James im Nordosten, Carnet im Osten, Coglès im Süden und Montanel im Westen.

## Bevölkerungsentwicklung
| Jahr      | 1962 | 1968 | 1975 | 1982 | 1990 | 1999 | 2008 | 2015 |
| --------- | ---- | ---- | ---- | ---- | ---- | ---- | ---- | ---- |
| Einwohner | 819  | 787  | 718  | 621  | 599  | 540  | 553  | 529  |

## Sehenswürdigkeiten

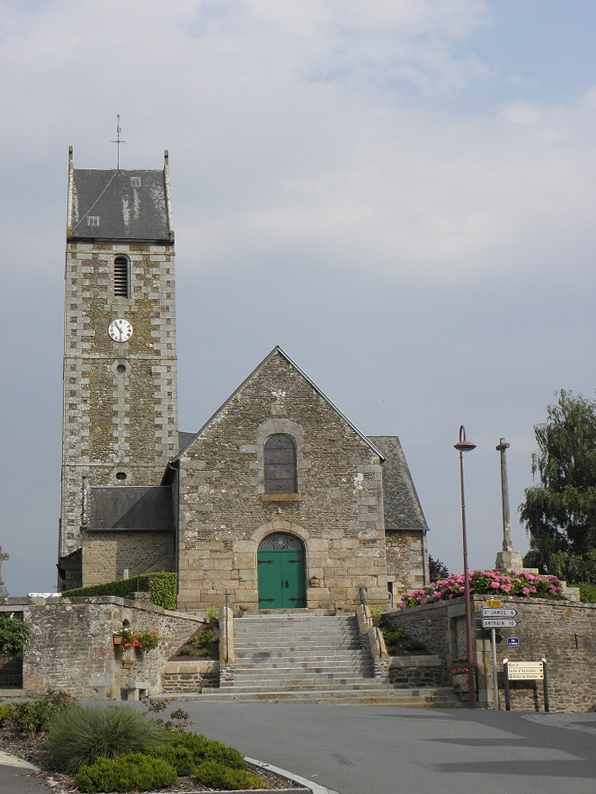
Kirche Saint-Pierre

- Kirche Saint-Pierre
- Kriegerdenkmal

## Persönlichkeit
- Marie-Louise Bouglé (1883–1936), Feministin